# Valence-en-Poitou
Valence-en-Poitou – gmina we Francji, w regionie Nowa Akwitania, w departamencie Vienne. W 2016 roku liczba ludności wynosiła 4615 mieszkańców. 
Gmina została utworzona 1 stycznia 2019 roku z połączenia pięciu ówczesnych gmin: Ceaux-en-Couhé, Châtillon, Couhé, Payré oraz Vaux. Siedzibą gminy została miejscowość Couhé. 